# Sundaland

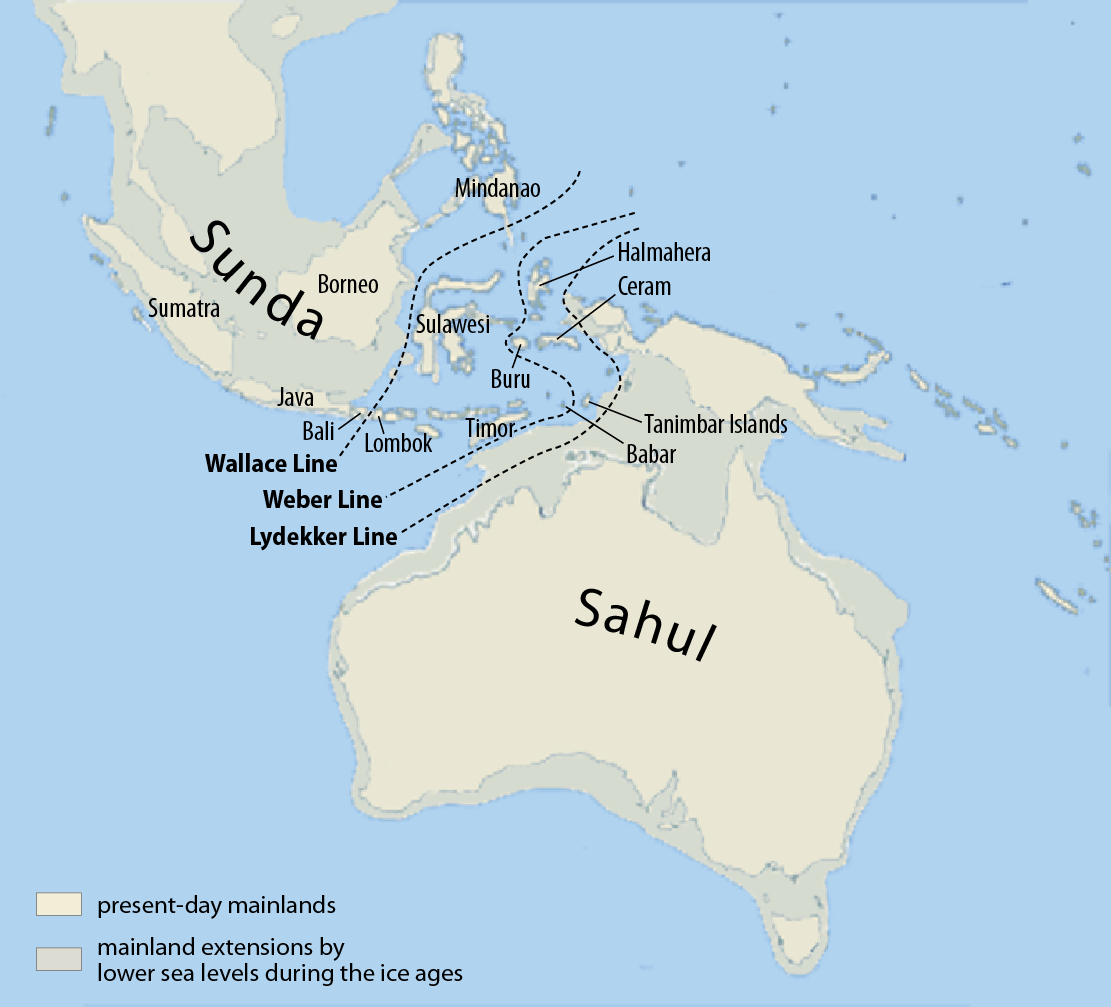
Sundaland (Sunda) och Sahul. Området däremellan kallas Wallacea.

Sundaland, eller bara Sunda, är en biogeografisk region i Sydostasien som omfattar Malackahalvön, Borneo, Java och Sumatra med närliggande öar.
Sundaland ligger på en utskjutande del av den asiatiska kontinentalsockeln och var under den senaste istiden, liksom under upprepade tidigare istider, i och med den då betydligt lägre havsnivån, ett sammanhängande landområde, vilket bidragit till att skapa en biogeografisk region. När havsnivån sedan stigit, senast för 15 000 till 7 000 år sedan, har kvarvarande landområden separerats som öar.